# Thamnocharis esquirolii
Thamnocharis esquirolii là một loài thực vật có hoa trong họ Tai voi. Loài này được (H. Lév.) W.T. Wang miêu tả khoa học đầu tiên năm 1981.